# Каноничская сельская община
Каноничская сельская община (укр. Каноницька сільська громада) — территориальная община в Варашском районе Ровненской области Украины.
Административный центр — село Каноничи.
Население составляет 6475 человек. Площадь — 169 км².
В соответствии с распоряжением Кабинета Министров Украины от 12 июня 2020 года, в состав общины вошла территория Каноничского, Кидровского, Новаковского и Озерского сельских советов упразднённого Владимирецкого района.

## Населённые пункты
В состав общины входит 5 сёл:
- Каноничи
  - Дубовка
- Кидровский старостинский округ:
  - Кидры
- Новаковский старостинский округ:
  - Новаки
- Озерский старостинский округ:
  - Озеро